# Lomhafutóformák

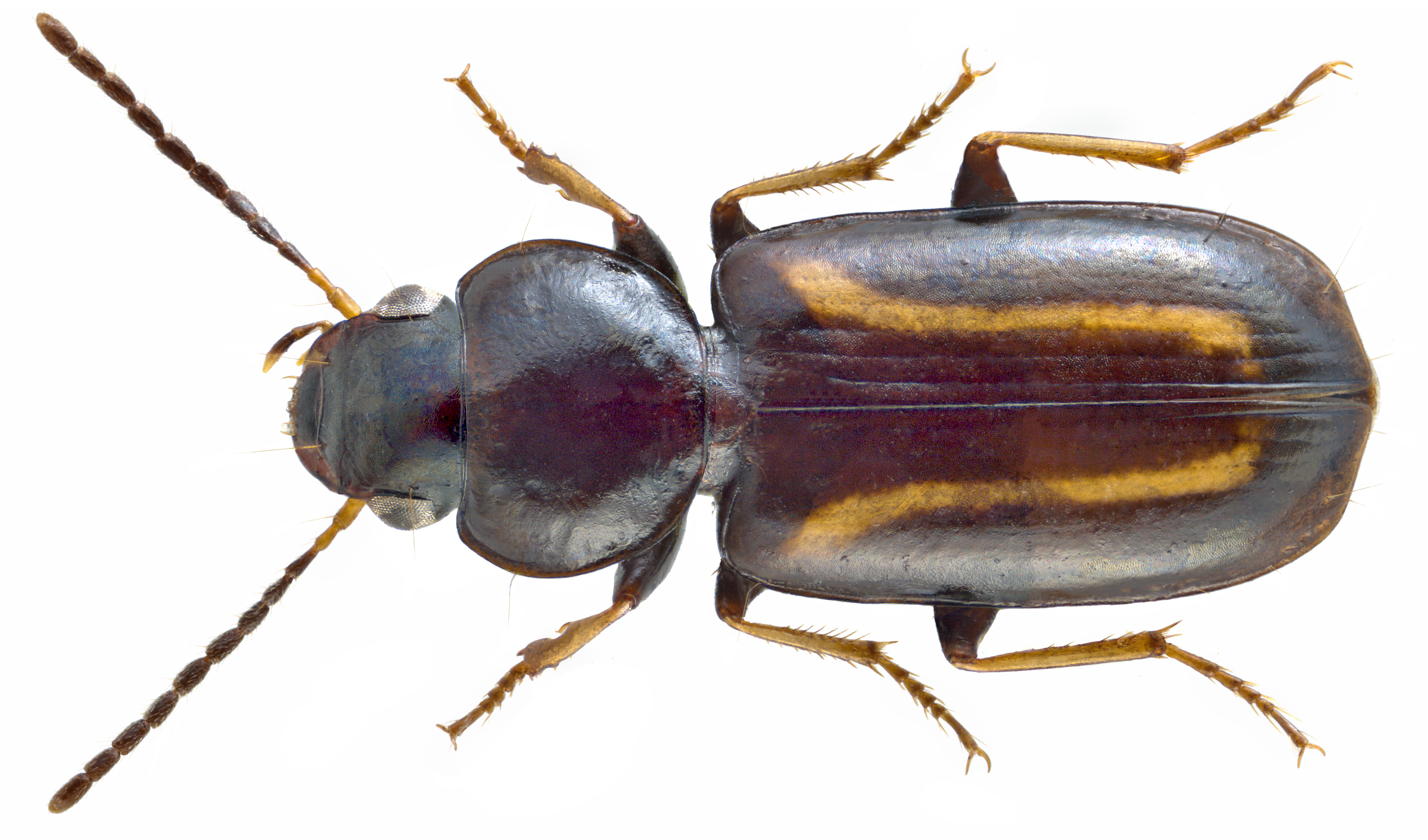
Amblystomus orpheus

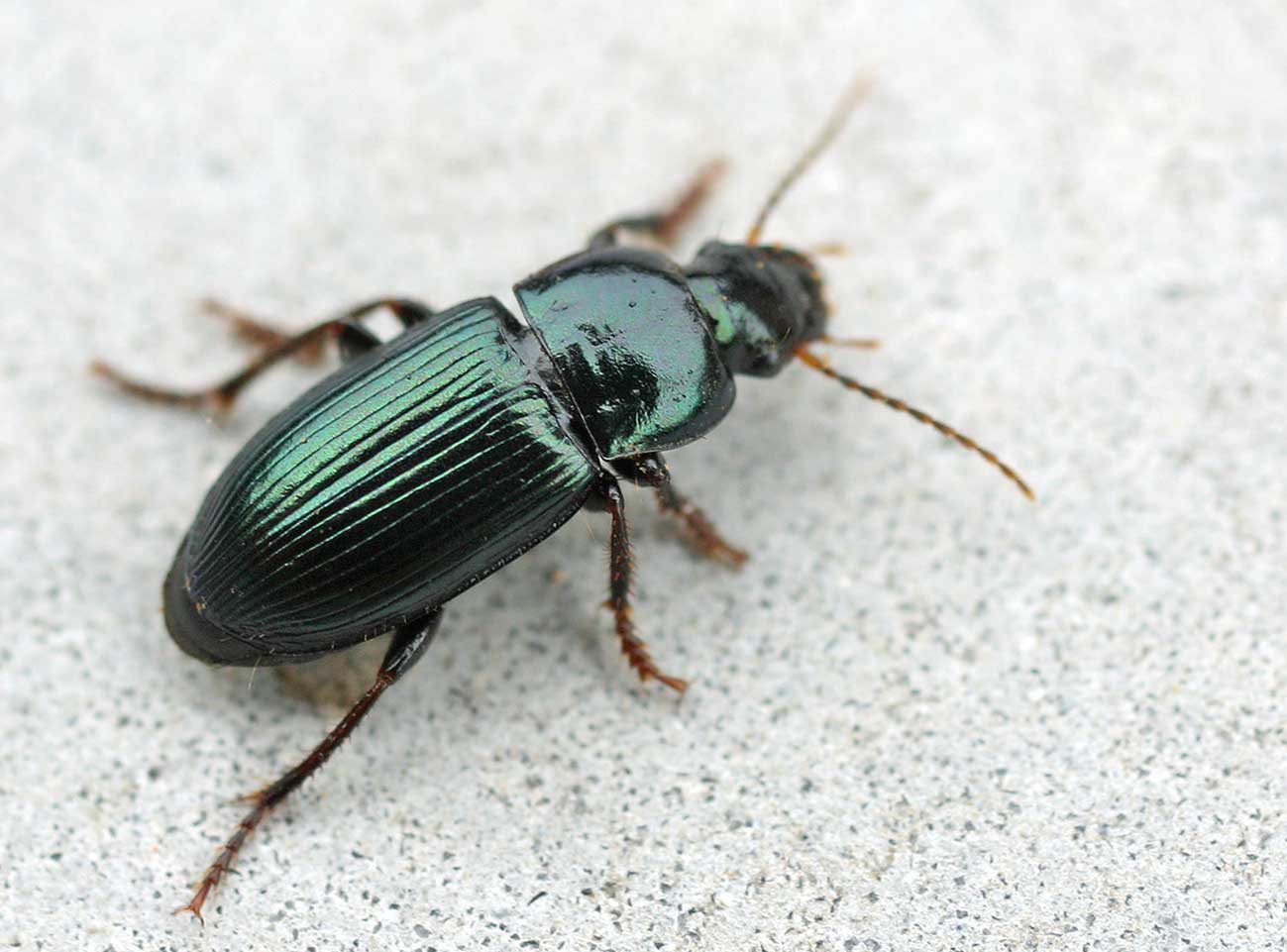
Szőrösszárnyú lomhafutó (Harpalus affinis)

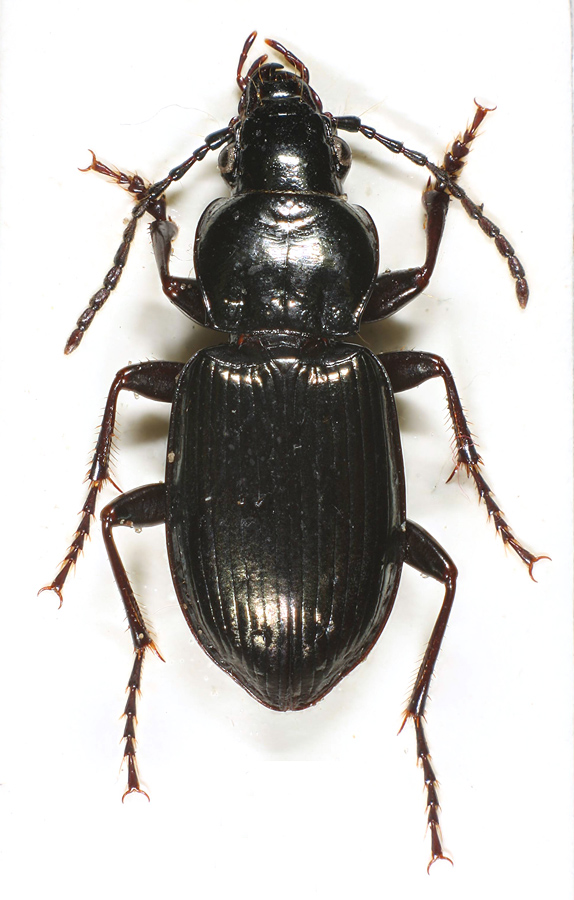
Pterostichus oblongopunctatus

A lomhafutóformák (Harpalinae) a ragadozó bogarak (Adephaga) alrendjébe sorolt futóbogárfélék (Carabidae) családjának legnépesebb alcsaládja 9 nemzetségcsoport 48 nemzetségének több száz nemével.

## Származásuk, elterjedésük
A nemzetségből Magyarországon 48 nem mintegy kétszáz faja, illetve alfaja honos:
1. díszfutó (Callistus) nem Bonelli, 1810
- közönséges díszfutó (Callistus lunatus lunatus) Fabricius, 1775

2. bűzfutó (Chlaenius) nem Bonelli, 1810 (= Dinodes Bonelli, 1810)
- azúrkék bűzfutó (Chlaenius decipiens) L. Dufour, 1820
- Dejean-bűzfutó (Chlaenius dejeanii) Dejean, 1831
- díszes bűzfutó (Chlaenius festivus festivus) Panzer, 1796
- sötétcsápú bűzfutó (Chlaenius nigricornis) Fabricius, 1787
- közönséges bűzfutó (Chlaenius nitidulus) |Schrank, 1781
- csupasz bűzfutó (Chlaenius spoliatus spoliatus) P. Rossi, 1792
- szomorú bűzfutó (Chlaenius sulcicollis) Paykull, 1798
- kis bűzfutó (Chlaenius terminatus) Dejean, 1826
- feketelábú bűzfutó (Chlaenius tibialis) Dejean, 1826
- fekete bűzfutó (Chlaenius tristis tristis) Schaller, 1783
- sárgavégű bűzfutó (Chlaenius vestitus) Paykull, 1790

3. atlaszfutó (Drypta) nem Latreille, 1796
- közönséges atlaszfutó (Drypta dentata) P. Rossi, 1790

4. árvafutonc (Amblystomus) nem Erichson, 1837
- fekete árvafutonc (Amblystomus niger) Heer, 1841

5. homlokjegyesfutó (Anisodactylus) nem Dejean, 1829
- mocsári homlokjegyesfutó (Anisodactylus binotatus) Fabricius, 1787
- ligeti homlokjegyesfutó (Anisodactylus nemorivagus) Duftschmid, 1812
- sziki homlokjegyesfutó (Anisodactylus poeciloides poeciloides) Stephens, 1828
- nagy homlokjegyesfutó (Anisodactylus signatus) Panzer, 1796

6. tarkafutó (Diachromus) nem Erichson, 1837
- német tarkafutó (Diachromus germanus) L., 1758

7. tarkafutó (Gynandromorphus) nem Dejean, 1829
- etruszk tarkafutó (Gynandromorphus etruscus) Quensel, 1806 (= G. rossii Ponza, 1805)

8. sztyeppfutó (Carterus) nem Dejean, 1830
- balkáni sztyeppfutó (Carterus angustipennis lutshniki) Zamotajlov, 1988 (= C. ignoratus Stichel, 1923)

9. Dixus nem Billberg, 1820 (=Ditomus Bonelli, 1810)
- pajzsosnyakú futó (Dixus clypeatus) P. Rossi, 1790

10. aknásfutó (Acinopus) nem Dejean, 1821 (=aknásfutrinka (Osimus) Fischer von Waldheim, 1829)
- kis aknásfutó (Acinopus picipes) Olivier, 1795 (= kis aknásfutrinka)
- nagy aknásfutó (Acinopus ammophilus) Dejean, 1829 (= nagy aknásfutrinka)

11. lomhafutó (Harpalus) nem Latreille, 1802 (Cephalophonus Ganglbauer, 1891; Pseudoophonus Motschulsky, 1844; Semiophonus Schauberger, 1933)
- szőrösszárnyú lomhafutó (Harpalus affinis) Schrank, 1781 (= H. aeneus Fabricius, 1775)
- albán lomhafutó (Harpalus albanicus) Reitter, 1900
- piroslábú lomhafutó (Harpalus angulatus scytha) Tschitschérine, 1899
- parlagi lomhafutó (Harpalus anxius) Duftschmid, 1812
- erdei lomhafutó (Harpalus atratus) Latreille, 1804
- pusztai lomhafutó (Harpalus attenuatus) Stephens, 1828
- gödörkés lomhafutó (Harpalus autumnalis) Duftschmid, 1812
- csupasz selymesfutó (Harpalus calceatus) Duftschmid, 1812
- keleti lomhafutó (Harpalus caspius) Steven, 1806 (= H. roubali Schauberger, 1928)
- busafejű selymesfutó (Harpalus cephalotes cephalotes) Fairmaire & Laboulbène, 1854
- rezes lomhafutó (Harpalus cupreus fastuosus) Faldermann, 1836
- nyugati lomhafutó (Harpalus dimidiatus) P. Rossi, 1790
- mezei lomhafutó (Harpalus distinguendus distinguendus) Duftschmid, 1812 (= H. psittaceus Geoffroy, 1785)
- rozsdás lomhafutó (Harpalus flavescens) Piller & Mitterpacher, 1783
- sárgacsápú lomhafutó (Harpalus flavicornis flavicornis) Dejean, 1829
- tömzsi lomhafutó (Harpalus froelichii) Sturm, 1818
- sötétcsápú lomhafutó (Harpalus fuscicornis) Ménétriés, 1832
- füstöscsápú lomhafutó (Harpalus fuscipalpis) Sturm, 1818
- kis selymesfutó (Harpalus griseus) Panzer, 1796(= kis selymesfutrinka)
- sarkantyús lomhafutó (Harpalus hirtipes) Panzer, 1796
- azúrkék lomhafutó (Harpalus honestus) Duftschmid, 1812
- változékony lomhafutó (Harpalus hospes hospes) Sturm, 1818
- pontusi lomhafutó (Harpalus inexspectatus) Kataev, 1989
- négypontos lomhafutó (Harpalus laevipes) Zetterstedt, 1828 (= H. quadripunctatus Dejean, 1829)
- szélesfejű lomhafutó (Harpalus latus) L., 1758
- fénytelen lomhafutó (Harpalus luteicornis) Duftschmid, 1812
- nagyfejű selymesfutó (Harpalus marginellus) Gyllenhal, 1827
- sötét lomhafutó (Harpalus melancholicus melancholicus) Dejean, 1829
- szélesnyakú lomhafutó (Harpalus modestus) Dejean, 1829
- gyepi lomhafutó (Harpalus oblitus oblitus) Dejean, 1829
- apró lomhafutó (Harpalus picipennis) Duftschmid, 1812
- réti lomhafutó (Harpalus progrediens) Schauberger, 1922
- törpe lomhafutó (Harpalus pumilus) Sturm, 1818 (= H. vernalis Fabricius, 1801)
- kis lomhafutó (Harpalus pygmaeus) Dejean, 1829
- vöröslábú lomhafutó (Harpalus rubripes) Duftschmid, 1812
- hegyi lomhafutó (Harpalus rufipalpis rufipalpis) Sturm, 1818 (= H. rufitarsis Duftschmid, 1812)
- nagy selymesfutó (Harpalus rufipes) De Geer, 1774 (= nagy selymesfutrinka, H. pubescens O. F. Müller, 1776)
- kéklő lomhafutó (Harpalus saxicola) Dejean, 1829
- fekete lomhafutó (Harpalus serripes serripes) Quensel, 1806
- homoki lomhafutó (Harpalus servus) Duftschmid, 1812
- szőrös lomhafutó (Harpalus signaticornis) Duftschmid, 1812
- smaragd-lomhafutó (Harpalus smaragdinus) Duftschmid, 1812
- keskeny lomhafutó (Harpalus subcylindricus) Dejean, 1829
- ligeti lomhafutó (Harpalus tardus) Panzer, 1796
- gyászos lomhafutó (Harpalus tenebrosus tenebrosus) Dejean, 1829 (= H. tenebrosus centralis Schauberger, 1929)
- sárgalábú lomhafutó (Harpalus xanthopus winkleri) Schauberger, 1923
- óriás lomhafutó (Harpalus zabroides) Dejean, 1829

12. bársonyfutó (Ophonus) nem Dejean, 1821 (Harpalus — Latreille, 1802)
- kereknyakú bársonyfutó (Ophonus ardosiacus) Lutshnik, 1922
- azúrkék bársonyfutó (Ophonus azureus) Fabricius, 1775
- szívnyakú bársonyfutó (Ophonus cordatus) Duftschmid, 1812
- fekete bársonyfutó (Ophonus cribricollis) Dejean, 1829
- mocsári bársonyfutó (Ophonus diffinis) Dejean, 1829
- kéklő bársonyfutó (Ophonus gammeli) Schauberger, 1932
- erdei bársonyfutó (Ophonus laticollis) Mannerheim, 1825 (= O. nitidulus Stephens, 1828; O. punctatulus Duftschmid, 1812)
- parlagi bársonyfutó (Ophonus melletii melletii) Heer, 1837
- kis bársonyfutó (Ophonus parallelus) Dejean, 1829
- mezei bársonyfutó (Ophonus puncticeps) Stephens, 1828
- szívesnyakú bársonyfutó (Ophonus puncticollis) Paykull, 1798
- közönséges bársonyfutó (Ophonus rufibarbis) Fabricius, 1792 (= O. brevicollis Audinet-Serville, 1821)
- kétszínű bársonyfutó Ophonus rupicola) Sturm, 1818 (= O. zigzag A. Costa, 1882)
- dombvidéki bársonyfutó (Ophonus sabulicola) Panzer, 1796
- Schauberger-bársonyfutó (Ophonus schaubergerianus) Puel, 1937 (= O. rufibarbis Fabricius, 1792)
- sötétszőrű bársonyfutó (Ophonus stictus) Stephens, 1828 (= O. obscurus Fabricius, 1792)
- karcsú bársonyfutó (Ophonus subsinuatus) Rey, 1886

13. tömzsifutó (Pangus) nem Dejean, 1821 (Harpalus Latreille, 1802; Microderes Faldermann, 1836)
- nagyfejű tömzsifutó (Pangus scaritides) Sturm, 1818

14. molyhosfutó (Parophonus) nem Ganglbauer, 1891 (Trichotichnus A. Morawitz, 1863)
- feketés molyhosfutó (Parophonus dejeani) Csiki, 1932 (= P. complanatus (Dejean, 1829)
- nagy molyhosfutó (Parophonus hirsutulus) Dejean, 1829
- kis molyhosfutó (Parophonus maculicornis) Duftschmid, 1812
- kétszínű molyhosfutó (Parophonus mendax) P. Rossi, 1790

15. simafutó (Trichotichnus) nem A. Morawitz, 1863
- kárpáti simafutó (Trichotichnus laevicollis) Duftschmid, 1812 (= T. carpathicus Schauberger, 1936)

16. törpefutonc (Acupalpus) nem Latreille, 1829 (Stenolophus Dejean, 1821)
- fakó törpefutonc (Acupalpus brunnipes) Sturm, 1825
- pompás törpefutonc (Acupalpus elegans) Dejean, 1829
- fekete törpefutonc (Acupalpus exiguus) Dejean, 1829
- vörösnyakú törpefutonc (Acupalpus flavicollis) Sturm, 1825
- fényes törpefutonc (Acupalpus interstitialis) Reitter, 1884
- barna törpefutonc (Acupalpus luteatus) Duftschmid, 1812
- vállfoltos törpefutonc (Acupalpus maculatus) Schaum, 1860
- feketenyakú törpefutonc (Acupalpus meridianus) L., 1760
- sziki törpefutonc (Acupalpus notatus) Mulsant & Rey, 1861
- sárganyakú törpefutonc (Acupalpus parvulus) Sturm, 1825 (= A. dorsalis (Fabricius, 1787)
- sárgavarratú törpefutonc (Acupalpus suturalis) Dejean, 1829

17. kisdedfutó (Anthracus) nem Motschulsky, 1850
- nyerges kisdedfutó (Anthracus consputus) Duftschmid, 1812
- karcsú kisdedfutó (Anthracus longicornis) Schaum, 1857
- szélesnyakú kisdedfutó (Anthracus transversalis) Schaum, 1862

18. rétfutonc (Bradycellus) nem Erichson, 1837 (Acupalpus Latreille, 1829)
- szárnyatlan rétfutonc (Bradycellus caucasicus) Chaudoir, 1846 (= B. collaris — Paykull, 1798)
- Csiki-rétfutonc (Bradycellus csikii) Laczó, 1912
- szárnyas rétfutonc (Bradycellus harpalinus) Audinet-Serville, 1821
- szélesnyakú rétfutonc (Bradycellus verbasci) Duftschmid, 1812

19. szőrösfutó (Dicheirotrichus) nem Jacquelin du Val, 1857 (Bradycellus Erichson, 1837; Trichocellus Ganglbauer, 1891)
- mocsári szőrösfutó (Dicheirotrichus gustavii) Crotch, 1871 (= D. pubescens (Paykull, 1790)
- tavi szőrösfutó (Dicheirotrichus lacustris) L. Redtenbacher, 1858) (= D. obsoletus (Dejean, 1829)
- Dicheirotrichus placidus (pillásszemű szőrösfutó) Gyllenhal, 1827
- közönséges szőrösfutó (Dicheirotrichus rufithorax) C. R. Sahlberg, 1827

20. turzásfutó (Stenolophus) nem Dejean, 1821
- sárgahasú turzásfutó (Stenolophus abdominalis persicus) Mannerheim, 1844
- kisfoltos turzásfutó (Stenolophus discophorus) Fischer von Waldheim, 1823
- közönséges turzásfutó (Stenolophus mixtus) Herbst, 1784
- déli turzásfutó (Stenolophus proximus) Dejean, 1829
- sárgásvörös turzásfutó (Stenolophus skrimshiranus) Stephens, 1828
- Steven-turzásfutó (Stenolophus steveni) Krynicki, 1832
- nagyfoltos turzásfutó (Stenolophus teutonus) Schrank, 1781

21. laposfutó (Cymindis) nem Latreille, 1806
- zömök laposfutó (Cymindis angularis) Gyllenhal, 1810
- fényes laposfutó (Cymindis axillaris axillaris) Fabricius, 1794
- budai laposfutó (Cymindis budensis) Csiki, 1908
- kárpáti laposfutó (Cymindis cingulata) Dejean, 1825
- vállfoltos laposfutó (Cymindis humeralis) Geoffroy, 1785
- szegélyes laposfutó (Cymindis lineata) Quensel, 1806) (= C. dorsalis Fischer von Waldheim, 1820
- kék laposfutó (Cymindis miliaris) Fabricius, 1801 (= C. variolosa — Fabricius, 1794)
- pusztai laposfutó (Cymindis scapularis) Schaum, 1857

22. nádfutó (Demetrias) nem Bonelli, 1810
- háromfoltos nádfutó (Demetrias imperialis) Germar, 1824
- buzogányfoltos nádfutó (Demetrias atricapillus) L., 1758
- csupaszvállú nádfutó (Demetrias monostigma) Samouelle, 1819 (= D. unipunctatus)

23. kövifutó (Apristus) nem Chaudoir, 1846
- apró kövifutó (Apristus subaeneus) Chaudoir, 1846

24. kéregfutó (Calodromius) nem Reitter, 1905 (Dromius Bonelli, 1810)
- vállfoltos kéregfutó (Calodromius spilotus) Illiger, 1798 (= C. quadrinotatus Panzer, 1799)

25. kéregfutó] (Dromius) nem Germar, 1824
- fürge kéregfutó (Dromius agilis) Fabricius, 1787
- keskeny kéregfutó (Dromius angustus angustus) Brullé, 1834
- kétfoltos kéregfutó (Dromius fenestratus) Fabricius, 1794
- szélesnyakú kéregfutó (Dromius quadraticollis) A. Morawitz, 1862 (= D. longulus J. Frivaldszky, 1884)
- négyfoltos kéregfutó (Dromius quadrimaculatus) L., 1758
- szegélyes kéregfutó (Dromius schneideri) Crotch, 1871 (= D. marginellus Fabricius, 1794)

26. fövenyfutonc (Lionychus) nem Wissmann, 1846
- négyfoltos fövenyfutonc (Lionychus quadrillum) Duftschmid, 1812

27. parányfutó (Microlestes) nem Schmidt-Göbel, 1846 (Blechrus Motschulsky, 1847)
- sziki parányfutó (Microlestes corticalis) L. Dufour, 1820 (= M. corticalis escorialensis (Brisout de Barneville, 1885)
- vörhenyes parányfutó (Microlestes fissuralis) Reitter, 1901
- alföldi parányfutó (Microlestes fulvibasis) Reitter, 1901
- mór parányfutó (Microlestes maurus maurus) Sturm, 1827
- közönséges parányfutó (Microlestes minutulus) Goeze, 1777
- déli parányfutó (Microlestes negrita negrita) Wollaston, 1854
- sárgafoltos parányfutó (Microlestes plagiatus) Duftschmid, 1812
- Schröder-parányfutó (Microlestes schroederi) Holdhaus, 1912

28. kéregfutó (Paradromius) nem Fowler, 1887 (Dromius Bonelli, 1810)
- karcsú kéregfutó (Paradromius linearis linearis) Olivier, 1795
- hosszúfejű kéregfutó (Paradromius longiceps) Dejean, 1826

29. törekfutó (Philorhizus) nem Hope, 1838 (Dromius Bonelli, 1810)
- sötétfejű törekfutó (Philorhizus melanocephalus) Dejean, 1825
- sárgavállú törekfutó (Philorhizus notatus) Stephens, 1827 (= P. nigriventris C. G. Thomson, 1857)
- foltos törekfutó (Philorhizus quadrisignatus) Dejean, 1825
- szalagos törekfutó (Philorhizus sigma) P. Rossi, 1790

30. gyökérfutó (Syntomus) nem Hope, 1838 (Metabletus Schmidt-Göbel, 1846)
- bronzszínű gyökérfutó (Syntomus foveatus) Geoffroy, 1785
- négyfoltos gyökérfutó (Syntomus obscuroguttatus) Duftschmid, 1812
- sárgalábú gyökérfutó (Syntomus pallipes) Dejean, 1825
- fekete gyökérfutó (Syntomus truncatellus) nem L., 1760

31. cserjefutó (Lebia) nem Latreille, 1802
- díszes cserjefutó (Lebia chlorocephala) J. J. Hoffmann, 1803
- keresztes cserjefutó (Lebia cruxminor cruxminor) L., 1758
- pompás cserjefutó (Lebia cyanocephala cyanocephala) L., 1758
- vállfoltos cserjefutó (Lebia humeralis) Dejean, 1825
- szegélyes cserjefutó (Lebia marginata) Geoffroy, 1785 (= L. haemorrhoidalis Fabricius, 1787)
- foltos cserjefutó (Lebia scapularis scapularis) Geoffroy, 1785
- hárompettyes cserjefutó (Lebia trimaculata) Villers, 1789

32. posványfutonc (Badister) nem Clairville, 1806
- kis posványfutonc (Badister bullatus) Schrank, 1798 (= B. bipustulatus Fabricius, 1792)
- barna posványfutonc (Badister collaris) Motschulsky, 1844 (= B. anomalus Perris, 1866)
- fekete posványfutonc (Badister dilatatus) Chaudoir, 1837
- busafejű posványfutonc (Badister dorsiger) Duftschmid, 1812
- erdei posványfutonc (Badister lacertosus lacertosus) Sturm, 1815
- közönséges posványfutonc (Badister meridionalis) Puel, 1925
- szárnyatlan posványfutonc Badister peltatus peltatus) Panzer, 1796
- sárgavállú posványfutonc (Badister sodalis) Duftschmid, 1812
- nagy posványfutonc (Badister unipustulatus) Bonelli, 1813

33. pajzsosfutonc (Licinus) nem Latreille, 1802
- nagy pajzsosfutonc (Licinus cassideus cassideus) Fabricius, 1792
- kis pajzsosfutonc (Licinus depressus) Paykull, 1790
- erdei pajzsosfutonc (Licinus hoffmannseggii) Panzer, 1803

34. homokfutó (Masoreus) nem Dejean, 1821
- fürge homokfutó (Masoreus wetterhallii wetterhallii) Gyllenhal, 1813

35. ingoványfutó (Odacantha) nem Paykull, 1798 (Colliuris De Geer, 1774)
- ingoványfutó (Odacantha melanura) L., 1767

36. komposztfutó (Perigona) nem Laporte, 1835 (Trechicus LeConte, 1853)
- feketefejű komposztfutó (Perigona nigriceps) Dejean, 1831

37. merülőfutó (Oodes) nem Bonelli, 1810
- karcsú merülőfutó (Oodes gracilis) A. Villa & G. B. Villa, 1833
- széles merülőfutó (Oodes helopioides helopioides) Fabricius, 1792

38. keresztesfutó (Panagaeus) nem Latreille, 1802
- kis keresztesfutó (Panagaeus bipustulatus) Fabricius, 1775 (= kis keresztesfutrinka)
- nagy keresztesfutó (Panagaeus cruxmajor) L., 1758 (= nagy keresztesfutrinka)

39. kisfutó (Agonum) nem Bonelli, 1810 (Anchomenus Bonelli, 1810; Platynus Bonelli, 1810)
- keskenyhátú kisfutó (Agonum angustatum) Dejean, 1828 (= A. gisellae Csiki, 1931)
- kékes kisfutó (Agonum antennarium) Duftschmid, 1812
- széleshátú kisfutó (Agonum duftschmidi) J. Schmidt, 1994 (= A. moestum Duftschmid, 1812)
- közönséges kisfutó (Agonum emarginatum) Gyllenhal, 1827 (= A. afrum Duftschmid, 1812); A. moestum Duftschmid, 1812)
- füstös kisfutó (Agonum fuliginosum) Panzer, 1809
- karcsú kisfutó Agonum gracile) Sturm, 1824
- kecses kisfutó (Agonum gracilipes) Duftschmid, 1812
- lápi kisfutó (Agonum hypocrita) Apfelbeck, 1904
- gödörkés kisfutó (Agonum impressum) Panzer, 1796
- berki kisfutó (Agonum longicorne) Chaudoir, 1845 (= A. holdhausi Apfelbeck, 1904)
- mocsári kisfutó (Agonum lugens) Duftschmid, 1812
- szegélyes kisfutó (Agonum marginatum) L., 1758
- ligeti kisfutó (Agonum micans) Nicolai, 1822
- sziki kisfutó (Agonum monachum monachum) Duftschmid, 1812 (= A. atratum Duftschmid, 1812)
- Müller-kisfutó (Agonum muelleri) Herbst, 1784
- nyurga kisfutó (Agonum permoestum) Puel, 1938 (=A. moestum Duftschmid, 1812)
- szurkos kisfutó (Agonum piceum) L., 1758
- nyugati kisfutó (Agonum scitulum) Dejean, 1828 (= A. consimile Gyllenhal, 1810)
- pompás kisfutó (Agonum sexpunctatum) L., 1758
- hosszúnyakú kisfutó (Agonum thoreyi) Dejean, 1828 (= A. pelidnum Paykull, 1792)
- szélesnyakú kisfutó (Agonum versutum) Sturm, 1824
- érces kisfutó (Agonum viduum) Panzer, 1796
- rezeszöld kisfutó (Agonum viridicupreum viridicupreum) Goeze, 1777

40. kisfutó (Anchomenus) nem Bonelli, 1810 (Agonum Bonelli, 1810; Platynus Bonelli, 1810)
- hátfoltos kisfutó (Anchomenus dorsalis dorsalis) Pontoppidan, 1763

41. kisfutó (Limodromus) nem Motschulsky, 1864 (Agonum Bonelli, 1810; Platynus Bonelli, 1810)
- vöröslábú kisfutó (Limodromus assimilis) Paykull, 1790
- feketelábú kisfutó (Limodromus krynickii) Sperk, 1835
- termetes kisfutó (Limodromus longiventris) Mannerheim, 1825

42. simakarmúfutó (Olisthopus) nem Dejean, 1828
- nagy simakarmúfutó (Olisthopus rotundatus rotundatus) Paykull, 1798
- kis simakarmúfutó (Olisthopus sturmii) Duftschmid, 1812

43. kisfutó (Oxypselaphus) nem Chaudoir, 1843 (Agonum Bonelli, 1810; Platynus Bonelli, 1810)
- barnás kisfutó (Oxypselaphus obscurus) Herbst, 1784

44. kisfutó (Paranchus) nem Lindroth, 1974 (Platynus Bonelli, 1810)
- sárgalábú kisfutó (Paranchus albipes) Fabricius, 1796 (= P. ruficornis Goeze, 1777)

45. kisfutó (Platynus) nem Bonelli, 1810
- homlokfoltos kisfutó (Platynus livens) Gyllenhal, 1810
- alpesi kisfutó (Platynus scrobiculatus scrobiculatus) Fabricius, 1801

46. szélesfutó (Abax) nem Bonelli, 1810
- bordás szélesfutó (Abax carinatus carinatus) Duftschmid, 1812
- kerek szélesfutó (Abax ovalis) Duftschmid, 1812
- félbordás szélesfutó (Abax parallelepipedus parallelepipedus) Piller & Mitterpacher, 1783 (= A. ater Villers, 1789)
- karcsú szélesfutó (Abax parallelus parallelus) Duftschmid, 1812
- kárpáti szélesfutó (Abax schueppeli rendschmidtii) Germar, 1839

47. zömökfutó (Molops) nem Bonelli, 1810
- nagy zömökfutó (Molops elatus elatus) Fabricius, 1801
- nyugati zömökfutó (Molops piceus austriacus) Ganglbauer, 1889
- erdei zömökfutó (Molops piceus piceus) Panzer, 1793

48. gyászfutó (Pedius) nem Motschulsky, 1850 (Feronia Latreille, 1816; Platysma Panzer, 1813; Pterostichus Bonelli, 1810)
- karcsú gyászfutó (Pedius inquinatus) Sturm, 1824
- csinos gyászfutó (Pedius longicollis) Duftschmid, 1812 (= P. inaequalis Marsham, 1802)

49. gyászfutó (Poecilus) nem Bonelli, 1810 (Pterostichus Bonelli, 1810)
- rezes gyászfutó (Poecilus cupreus cupreus) L., 1758
- hortobágyi gyászfutó (Poecilus kekesiensis) Nyilas, 1993
- szegélyes gyászfutó (Poecilus koyi koyi) Germar, 1823 (= P. marginalis Dejean, 1828; P. sericeus Fischer von

Waldheim, 1824)
- díszes gyászfutó (Poecilus lepidus lepidus) Leske, 1785 (= P. virens (O. F. Müller, 1776)
- sziki gyászfutó (Poecilus puncticollis) Dejean, 1828
- pusztai gyászfutó (Poecilus punctulatus) Schaller, 1783
- parti gyászfutó (Poecilus striatopunctatus) Duftschmid, 1812 (= P. subcoeruleus Quensel, 1806)
- smaragd gyászfutó (Poecilus versicolor) Sturm, 1824 (= P. coerulescens L., 1758)

50. gyászfutó (Pterostichus) nem Bonelli, 1810
- felföldi gyászfutó (Pterostichus aethiops) Panzer, 1796
- fekete gyászfutó (Pterostichus anthracinus anthracinus) Illiger, 1798
- mocsári gyászfutó (Pterostichus aterrimus aterrimus) Herbst, 1784
- fémes gyászfutó (Pterostichus burmeisteri burmeisteri) Heer, 1838 (= P. metallicus Fabricius, 1792)
- bihari gyászfutó (Pterostichus calvitarsis) Breit, 1912
- színjátszó gyászfutó (Pterostichus cursor) Dejean, 1828
- hengeres gyászfutó (Pterostichus cylindricus) Herbst, 1784 (= P. filiformis Dejean, 1828)
- barázdás gyászfutó (Pterostichus chameleon) Motschulsky, 1866
- réti gyászfutó (Pterostichus diligens) Sturm, 1824
- nyúlánk gyászfutó (Pterostichus elongatus) Duftschmid, 1812
- pompás gyászfutó (Pterostichus fasciatopunctatus fasciatopunctatus) Creutzer, 1799
- pontsoros gyászfutó (Pterostichus foveolatus) Duftschmid, 1812
- kecses gyászfutó (Pterostichus gracilis gracilis) Dejean, 1828 (= P. guentheri Sturm, 1824)
- magyar gyászfutó (Pterostichus hungaricus) Dejean, 1828
- kereknyakú gyászfutó (Pterostichus incommodus) Schaum, 1858
- latorcai gyászfutó (Pterostichus latoricaensis) Pulpán, 1965 (= P. piceolus Chaudoir, 1850)
- piroslábú gyászfutó (Pterostichus leonisi) Apfelbeck, 1904
- lapos gyászfutó (Pterostichus macer macer) Marsham, 1802
- közönséges gyászfutó (Pterostichus melanarius melanarius) Illiger, 1798 (= P. vulgaris L., 1758)
- fényes gyászfutó (Pterostichus melas melas) Creutzer, 1799
- kis gyászfutó (Pterostichus minor minor) Gyllenhal, 1827 (= P. brunneus Sturm, 1824)
- komor gyászfutó (Pterostichus niger niger) Schaller, 1783
- sötét gyászfutó (Pterostichus nigrita nigrita) Paykull, 1790
- gödörkés gyászfutó (Pterostichus oblongopunctatus oblongopunctatus) Fabricius, 1787
- laposszemű gyászfutó (Pterostichus ovoideus ovoideus) Sturm, 1824 (= P. interstinctus Sturm, 1824)
- hegyvidéki gyászfutó (Pterostichus rhaeticus) Heer, 1837
- gombszemű gyászfutó (Pterostichus strenuus) Panzer, 1796
- alhavasi gyászfutó (Pterostichus subsinuatus) Dejean, 1828
- Pterostichus taksonyis (csupaszlábú gyászfutó) Csiki, 1930 (= P. tarsalis Apfelbeck, 1904)
- széles gyászfutó (Pterostichus transversalis transversalis) Duftschmid, 1812
- szurokbarna gyászfutó (Pterostichus unctulatus) Duftschmid, 1812
- ligeti gyászfutó (Pterostichus vernalis) Panzer, 1796

51. kaszásfutó (Stomis) nem Clairville, 1806 
- higrofil kaszásfutó[1] (Stomis pumicatus pumicatus) Panzer, 1796

52. rőtfutó (Platyderus) nem Stephens, 1827 (Platyderes Stephens, 1827)
- lapos rőtfutó (Platyderus rufus) Duftschmid, 1812

53. tarfutó (Calathus) nem Bonelli, 1810
- homoki tarfutó (Calathus ambiguus ambiguus) Paykull, 1790
- parlagi tarfutó (Calathus cinctus) Motschulsky, 1850 (= C. erythroderus Gemminger & Harold, 1868; C. mollis Marsham, 1802; C. ochropterus Duftschmid, 1812)
- pusztai tarfutó (Calathus erratus erratus) C. R. Sahlberg, 1827
- sokpontos tarfutó (Calathus fuscipes fuscipes) Goeze, 1777
- vörösnyakú tarfutó (Calathus melanocephalus melanocephalus) L., 1758

54. Dolichus nem Latreille, 1816
- hantfutó (Dolichus halensis) Schaller, 1783

55. pincefutó (Laemostenus) nem Bonelli, 1810 (Pristonychus Dejean, 1828)
- kék pincefutó (Laemostenus terricola terricola) Herbst, 1784

56. pincefutó (Sphodrus) nem Clairville, 1806
- fekete pincefutó (Sphodrus leucophthalmus) L., 1758

57. Synuchus nem Gyllenhal, 1810
- fésűskarmú futó (Synuchus vivalis vivalis) Illiger, 1798 (= S. nivalis Panzer, 1796)

58. közfutó (Amara) nem Bonelli, 1810
- érces közfutó (Amara aenea) De Geer, 1774
- réti közfutó (Amara anthobia) A. Villa & G. B. Villa, 1833
- rozsdás közfutó (Amara apricaria) Paykull, 1790
- fekete óriásközfutó (Amara aulica) Panzer, 1796
- homoki közfutó (Amara bifrons) Gyllenhal, 1810
- kereknyakú közfutó (Amara brunnea) Gyllenhal, 1810
- piroslábú tüskésközfutó (Amara chaudoiri incognita) Fassati, 1946
- mezei közfutó (Amara communis) Panzer, 1797
- simanyakú közfutó (Amara concinna) C. Zimmermann, 1832
- szélesnyakú közfutó (Amara consularis) Duftschmid, 1812
- erdei közfutó (Amara convexior) Stephens, 1828
- sziki óriásközfutó (Amara convexiuscula) Marsham, 1802
- keskeny közfutó (Amara crenata) Dejean, 1828
- barna közfutó (Amara cursitans) C. Zimmermann, 1832
- hegyi közfutó (Amara curta) Dejean, 1828
- vastagszegélyű közfutó (Amara equestris equestris) Duftschmid, 1812
- termetes közfutó (Amara eurynota) Panzer, 1796
- sötétcsápú közfutó (Amara famelica) C. Zimmermann, 1832
- kerti közfutó (Amara familiaris) Duftschmid, 1812
- sápadt közfutó (Amara fulva) O. F. Müller, 1776
- nagy tüskésközfutó (Amara fulvipes) Audinet-Serville, 1821
- Gebler-óriásközfutó (Amara gebleri) Dejean, 1831 (= A. helleri Gredler, 1868)
- parlagi közfutó (Amara ingenua) Duftschmid, 1812
- berki közfutó (Amara littorea) C. G. Thomson, 1857
- fénylő közfutó (Amara lucida) Duftschmid, 1812
- sarkantyús közfutó (Amara lunicollis) Schiødte, 1837
- bronzos közfutó (Amara majuscula) Chaudoir, 1850
- szélesnyakú közfutó (Amara montivaga) Sturm, 1825
- ligeti közfutó (Amara municipalis) Duftschmid, 1812
- zömök közfutó (Amara nitida) Sturm, 1825
- ovális közfutó (Amara ovata) Fabricius, 1792
- sárgalábú tüskésközfutó (Amara plebeja) Gyllenhal, 1810
- homoklakó közfutó (Amara praetermissa) C. R. Sahlberg, 1827
- sötétlábú közfutó (Amara proxima) Putzeys, 1866 (= A. pindica Apfelbeck, 1904)
- nádi közfutó (Amara sabulosa) Audinet-Serville, 1821
- pusztai közfutó (Amara saginata saginata) Ménétriés, 1848
- azúrkék közfutó (Amara saphyrea) Dejean, 1828
- gyakori közfutó (Amara similata) Gyllenhal, 1810
- déli közfutó (Amara sollicita) Pantel, 1888 (= A. rektoriki Kult, 1954)
- barnás közfutó (Amara spreta) Dejean, 1831
- sziki tüskésközfutó (Amara strandi) Lutshnik, 1933 (= A. pseudostrenua Kult, 1946)
- apró közfutó (Amara tibialis) Paykull, 1798
- mezei tüskésközfutó (Amara tricuspidata) Dejean, 1831

59. Zabrus nem Clairville, 1806
- zömök futó (Zabrus spinipes spinipes) Fabricius, 1798 (= zömök futrinka)
- gabonafutó (gabonafutrinka. Zabrus tenebrioides tenebrioides) Goeze, 1777 (= Z. gibbus Fabricius, 1794)

60. laposfutó (Parazuphium) nem Jeannel, 1942 (Zuphium Latreille, 1806)
- pannon laposfutó (Parazuphium chevrolatii praepannonicum) Endrődy-Younga, 1958

61. sutafutó (Polistichus) nem Bonelli, 1810
- barna sutafutó (Polistichus connexus) Geoffroy, 1785

## Rendszertani felosztásuk
1. Anthiitae nemzetségcsoport 3 nemzetséggel:
- Anthiini
- Helluonini
- Physocrotaphini

(kb. 40 nem)
2. Chlaeniitae nemzetségcsoport kb. 9 nemzetséggel:
- Chaetogenyini
- Chlaeniini
- Cuneipectini
- Dercylini
- Geobaenini
- Licinini
- Melanchitonini
- Oodini
- ?Panagaeini

3. Ctenodactylitae nemzetségcsoport két nemzetséggel
- Ctenodactylini
- Hexagoniini

(kb. 19 nem)
4. Dryptitae nemzetségcsoport 3 nemzetséggel:
- Dryptini
- Galeritini
- Zuphiini

(kb. 30 nem)
5. lomhafutó-rokonúak (Harpalitae) nemzetségcsoport kb. 10 nemzetséggel:
- Atranini
- Catapieseini
- Enoicini
- Ginemini
- Harpalini
- Masoreini
- Pseudomorphini
- Sarothrocrepidini
- Somoplatini
- Xenaroswellianini

6. Lebiitae nemzetségcsoport nyolc nemzetséggel:
- Calophaenini
- Corsyrini
- Cyclosomini
- Graphipterini
- Lachnophorini
- Lebiini
- Perigonini
- Odacanthini

7. Pentagonicitae nemzetségcsoport egy nemzetséggel:
- Pentagonicini

(öt nem)
8. Platynitae nemzetségcsoport három nemzetséggel
- Omphreini
- Platynini
- Sphodrini

9. Pterostichitae nemzetségcsoport kb. 13 nemzetséggel:
- Abacetini
- Caelostomini
- Cnemalobini
- Loxandrini
- Morionini
- Pterostichini
- Zabrini
- Catapieseini
- Chaetodactylini
- Cratocerini
- Drimostomatini
- Microcheilini